# Обводненість родовища
Обводненість родовища (рос. обводнённость месторождения, англ. water of a deposit, water content of a deposit, degree of water encroachment into the field, нім. Wasserhaltigkeit f, Bewässerung f, Wasserführung f der Lagerstätte) – узагальнене поняття про наявність і кількість поверхневих і підземних вод у районі родовища (шахтного чи кар'єрного поля); насиченість масиву гірських порід підземними водами, яка визначає величину очікуваного припливу води у виробки і ускладнює ведення гірничих робіт. Найбільш поширеною, хоча умовною, характеристикою О.р. є коефіцієнт багатоводності шахт (рудників, кар'єрів). О.р. визначається сукупністю гідрогеол. та інж.-геол. чинників. До гідрогеол. чинників належать кількість водоносних горизонтів (іноді до 5-7), що розкриваються виробками (або тріщинами, що розвиваються над ними), умови їх живлення, потужність, напір, (до дек. сотень м), коефіцієнти фільтрації (до десятків м/добу), рівень водовіддачі. 
Осн. інж.-геол. чинники: набухання, пластичність, клейкість, здатність розмокати, коеф. розм’якшення при випробуваннях на міцність при стисненні, розтягненні, зсуві. 
О.р. приводить до раптових проривів води і пливунів, здимання гірських порід, ґрунту, обвален-ня покрівлі тощо. Існують загальні і галузеві типізації родовищ корисних копалин за рівнем їх обводненості. 
Найбільш представницькими і детальними є галузеві типізації для вугільних, залізорудних, нафтових і газових родовищ. Для кожного з виділених типів родов. розроблені методи розрахунку водоприпливів у виробки, інж. заходи щодо захисту їх від води і зниження ступеня негативного впливу підземних і поверхневих вод на умови ведення гірничих робіт. 